# Кастелнуово Парано
Кастелнуо̀во Дикома̀но (на италиански: Castelnuovo Parano) е село и община в Централна Италия, провинция Фрозиноне, регион Лацио. Разположено е на 310 m надморска височина. Населението на общината е 894 души (към 2010 г.).